# Avança Liberdade
Avança Liberdade (em castelhano:  Avanza Libertad) é uma coalizão política argentina de centro-direita, direita e extrema direita com personalidade política na Província de Buenos Aires.